# Synodontis guttata
 Synodontis guttata és una espècie de peix de la família dels mochòkids i de l'ordre dels siluriformes.

## Morfologia
Els mascles poden assolir els 65 cm de llargària total.

## Distribució geogràfica
Es troba a Àfrica: conca del riu Níger.

## Estat de conservació
Les seues principals amenaces són les prospeccions de petroli, l'expansió agrícola i el desenvolupament urbanístic.